# Конрад, Александр Эдуардович
Алекса́ндр Эдуа́рдович Ко́нрад (возможно, Кондрат) (1890—1940) — русский моряк, получивший известность в результате своего участия в трагически завершившейся арктической экспедиции Брусилова, где он оказался одним из всего двоих участников (вместе с В. И. Альбановым), сумевших остаться в живых.

## Биография

Карта района экспедиции лейтенанта Брусилова в 1912—1914 гг. из книги В. И. Альбанова «На юг к Земле Франца Иосифа!» — Петроград, 1917 год.

Родился в Санкт-Петербурге в 1890 году в семье печника и горничной. Работал с десятилетнего возраста: сначала помогал отцу, затем с 1907 года в торговом флоте, матросом и кочегаром. Женился. В 1912 году нанялся матросом на шхуну «Святая Анна». Целью плавания шхуны под командованием лейтенанта Брусилова было прохождение Северным морским путём.
В течение двух лет дрейфа шхуны в арктических льдах Конрад сохранил здоровье и физическую силу. 10 апреля 1914 года, под угрозой надвигающегося голода, покинул запертую льдами шхуну в составе группы из 11 человек под командованием штурмана В. И. Альбанова.
За три месяца перехода по дрейфующим льдам Северного Ледовитого океана, при крайне скудном питании и с помощью самодельного снаряжения, полярники прошли более четырёхсот километров. Во время перехода Конрад и матрос Шпаковский (предположительно — Альбанов в своей книге не назвал явно имени Конрада, предположение основано на косвенных данных) пытались оставить более слабых участников позади и налегке уйти вперед, но через некоторое время обе части группы снова объединились. Девять участников перехода за время пути погибли, умерли от болезней или пропали без вести. До цели перехода — заброшенной базы экспедиции Джексона-Хармсворта на мысе Флора острова Нортбрук (архипелаг Земля Франца-Иосифа) — добрались только Конрад и Альбанов. Оставшихся на «Святой Анне» полярников, как и их следов, больше никто не видел, и их судьба остаётся неизвестной по сей день. 15 июля 1914 года Конрад в одиночку (Альбанов был к тому времени тяжело болен и остался на мысе Флора) отправился на байдарке обратно на остров Земля Георга (Земля Франца-Иосифа), чтобы разыскать пропавших спутников, но не сумел кого-либо обнаружить.
20 июля к мысу Флора подошла шхуна «Святой Фока» (экспедиции Седова) под командованием Н. М. Сахарова и спасла Альбанова и Конрада, единственных выживших в экспедиции Брусилова. Участник экспедиции Седова художник Н. В. Пинегин так описывал свою встречу с Конрадом: 
«Конрад — плотный парень с простодушной улыбкой и жемчужными зубами. Глядя на его цветущее лицо, можно подумать, что он только что вернулся из весёлого плавания на яхте, а не из скитаний по льдам».
В Петербурге Конрад получил расчёт за работу на «Святой Анне». Почти немедленно был призван в армию и до конца Первой мировой войны служил рядовым стрелкового полка. Вернулся в Петроград, но весной 1918 года вновь был мобилизован, уже в Красную армию. Участвовал в боях Гражданской войны.
В 1923 году демобилизовался, устроился кочегаром в Балтийское морское пароходство. С 1926 года — в Совторгфлоте, затем на судах Мурманского рыбтреста. С 1932 года работал на различных предприятиях Ленинграда. В 1939 году вновь поступил на работу в Балтийское морское пароходство. Только теперь, на судне «Вишера», Конраду — единственному из участников плавания на «Святой Анне» — довелось совершить сквозное плавание по Северному морскому пути. Работая на углевозе «Моссовет», Конрад совершал регулярные рейсы из Мурманска на Шпицберген. В результате тяжёлых рейсов здоровье Конрада пошатнулось.
27 мая 1940 года Конрад больным уехал в отпуск в Ленинград и через несколько дней умер от плеврита в возрасте 50 лет.

## Интервью В. И. Аккуратова
Полярный штурман (впоследствии — главный штурман полярной авиации) и писатель В. И. Аккуратов встречался с Конрадом в Ленинграде в 1938 году. Свои воспоминания об этой беседе Аккуратов опубликовал в 1978 году:
«Суровый и замкнутый, он неохотно, с внутренней болью, вспоминал свою ледовую одиссею. Скупо, но тепло говоря об Альбанове, Конрад наотрез отказывался сообщить что-либо о Брусилове, о его отношении к своему штурману. После моего осторожного вопроса, что связывало их командира с Ерминией Жданко, он долго молчал, а потом тихо сказал:

— Мы все любили и боготворили нашего врача, но она никому не отдавала предпочтения. Это была сильная женщина, кумир всего экипажа. Она была настоящим другом, редкой доброты, ума и такта…

И, сжав руками словно инеем подёрнутые виски, резко добавил:

— Прошу вас, ничего больше не спрашивайте!

Больше к этой теме мы не возвращались. Но когда я задал вопрос о надёжности корабля, Конрад сразу приободрился:

— Корабль был хорош. Мы неоднократно попадали в сильные сжатия, однако нашу „Аннушку“ как яйцо выпирало из ледяных валов. Нет, её не могло раздавить. Только пожар мог её уничтожить. А ушли мы, чтобы дать возможность просуществовать оставшимся до выхода на чистую воду.

Больше он ничего не сказал, а на следующий день ушёл в своё очередное плавание.»

## Дневник Конрада
Конрад не оставил литературно обработанной книги воспоминаний. Дневник Конрада, который он по настоянию Е. А. Жданко вёл в экспедиции на «Святой Анне», ныне хранится в «Музее Арктики и Антарктики». Дневник был издан после смерти Конрада как приложение к книге Альбанова. Дневник представлен в редактированном виде. Редакция дневника осуществлена членами семьи по просьбе Александра Конрада.

## Память
В честь Александра Конрада назван мыс Конрада на острове Мейбел (архипелаг Земля Франца-Иосифа).